# 前頭側頭型認知症
前頭側頭型認知症（ぜんとうそくとうがたにんちしょう、英: Frontotemporal dementia、FTD）は前頭側頭葉変性症 (FTLD) の臨床症状である。アルツハイマー型認知症 (AD)、脳血管性認知症 (VaD)、レビー小体型認知症 (DLB) とともに「四大認知症」の一つとされる。もともとはピック病（Pick's disease）と呼ばれていた。初期段階では認知機能は比較的保たれており、パーソナリティと行動の変化が特徴的である。
FTDは、脳の一部（前頭葉や側頭葉）にたんぱく質がたまり、組織が萎縮するなどした結果、脳内で行動を抑制する部分が傷つく認知症である。主に前頭葉と側頭葉の両方あるいは片方を巻き込んで神経細胞の脱落が進行すること、そして紡錘形神経細胞（spindle neuron）の典型的には70%以上が脱落するのに対して他の種類の神経細胞は無傷であることが特徴である。行動の変化や脳の画像検査から診断する。本人が問題行動を自覚し、悩む場合も少なくない。
有病率は、非可逆的認知症のうち5%を占める。徴候や症状は成人後期に、より一般的には55歳から65歳の間に現れる。他の認知症と比べると、50代など若年層でも発症するケースが比較的多い。2002年発表の研究によると、若年層で発症した認知症患者に限定すると2割がFTDとされ、これはアルツハイマー型認知症 (AD) に次いで第2位である。男性と女性はほぼ等しく発症する。地域や社会とのつながりが少なくなり、刺激のない生活を送ると症状が悪化してしまう傾向がある。
現在のところ原因は不明であり、治療させる方法や、進行を遅らせる方法は見つかっていない。FTLDは2015年に厚生労働省により難病法の指定疾患に認定された。

## 経緯
この認知症は1892年にアーノルド・ピック（Arnold Pick）によって初めて記述され、もともとはピック病と呼ばれていた。

## 症状
前頭葉というのは、人の意欲や想像力、注意力、判断力、記憶力、思いやりの気持ちなど、さまざまな働きがある。前頭葉の働きが衰えると記憶力が低下し、行動や感情をコントロールすることが困難になる。側頭葉には言葉を理解して言葉を出すための「言語野」という脳がある。側頭葉の萎縮が強くなると、話しにくかったり言葉がぱっと出ないなどの障害も出る場合がある。アルツハイマーとは異なり、物忘れや徘徊（はいかい）といった認知症によくみられる症状は少ない。
症状が進行するにつれ、FTD患者は社会的に孤立し、ひきこもってしまうことも多い。

### わかりにくい症状
- 初期には日常生活に支障はなく症状が見えにくいこともある。アルツハイマー型などと違って物忘れや徘徊といった認知症によくみられる症状は少ない[11]。
- そのため本人や家族は認知症と気づかないことが多い[12]。
- 仕事を続けられている患者も珍しくはない[4][13]。

### 主な徴候や症状
行動や気分の変化（衝動性）。あまり理性が働かなくなる。深い判断や思慮ができなくなる。自制力が低下する。感情を抑制したり行動を制御したりすることができなくなる。衝動を抑制しづらい。
- 活発に外出しようとする[7]
- 暴力的になる[7]
- 反社会的な行動を繰り返すことが多い。社会規範から逸脱する[5][6]
- 自分の思うままの行動をとる[6]
- こだわりが強くなる。こだわり行動[6]
- 無関心[7]
- 感情の鈍麻
- 患者がしようとする行動を止めようとすると混乱することがある。家族が患者の行動を制止しようとするとすごく興奮し、怒ってしまう[2]。
- 過食、テーブルマナーの逸脱[10]
- 公衆衛生の低下, ごみ屋敷[10]

言動の問題
- 言語障害。表出言語と受容言語の両方における欠損[10]
- 他人の発言を機械的に繰り返す[10]

思考の問題
- 計画立案、判断、チーム力の低下[10]
- 記憶力の低下[10]。少し物忘れが多くなる[2]
- わけもなくうろうろと歩きまわる[2]。

### 症状の具体例
- スーパーで同じ商品を同じ時間帯に買う[15]。
- 同じような料理ばかり作るようになる[13]。
- 人の食べ物を横取りする[4]。
- スーパーで総菜を手づかみで食べる[15]。
- 甘いものばかり食べている[2]。
- スーパーで袋菓子を開けて子どもたちに配る[15]。
- 万引きを繰り返す。経済的に困っていなくても万引きをする。自分でもよく分からないうちにものを盗んでしまうことが多い。万引きをした理由を聞いても「なんで取ってしまったか分からない」と言う[11][4][5][12][13][6]。
- 赤信号の無視など交通ルールを守らない。車を運転中に赤信号を無視して走行する[2][6]。
- 他人の花壇の花を抜く[6]。
- 冠婚葬祭で暴れる[6]。
- 部屋の片付けができなくなる[13]。
- 無口だった人が急に冗舌になる[4]。

## 管理
現在のところ前頭側頭型認知症のための治療法は存在しないが、症状を緩和するのを助ける処置は存在する。

### 薬物療法
- 抗うつ薬（SSRI）は、衝動性をコントロールする助けとなる[16]。
- 抗精神病薬は、自害・他害リスクをコントロールする助けとなる[16]。

通常のADに処方されるアセチルコリンエステラーゼ阻害薬、たとえばドネペジル（アリセプト）などは効果を示さない。

### 心理社会的ケア
- 介護保険を申請してデイサービスなどを利用し、家族の介護負担の軽減をはかる[17]。
- 周囲が理解を深め、見守っていく。同じものばかり食べようとしたり、うろうろと歩きまわったりしても、無理に患者のすることを止めず、見守るようにする。けがをしたり命にかかわったりするような行動は制止しないといけないが、それ以外は行動を止めず、見守るようにする[2][13]。
- 地域ぐるみで患者を支える[13]。
- 周囲が患者のために仕事や生活をしやすい環境を整えてあげる[4]。
- 買い物の際にはケアマネジャーに付き添ってもらう[13]。
- 家族が警察やスーパーに事情を話して理解を求める[13]。

## 疫学
- アルツハイマー型などと比べると患者数が少ない[11]。
- 男性と女性はほぼ等しく発症する。
- FTDの患者は国内に4万人以上存在する。
- FTDの患者は認知症を発症した若い患者の中で20%を占める[18]。
- 認知症患者全体の1％が該当するとされる。認知症のうちFTDの割合は65歳以上で1％、65歳未満で4％ほどと言われている[4][13]。

## 患者や家族を支援する取り組み
- 2016年8月7日、神戸市中央区の三宮研修センターで前頭側頭型認知症への理解を深めようとフォーラムが開かれた。参加者は症状や接し方などを話し合った[15]。

## 司法による判断
- 万引き、窃盗などの裁判で被告が前頭側頭型認知症と認められたケースでは、執行猶予中に再犯をした場合でも実刑を回避する判決や罰金刑の判決も出ている[11][5][14][12][13][6]。
- 繰り返し罪を重ねる中で、患者は裁判で実刑判決を受けることもある[13]。
- 2011年、万引きをした70代のある女性が罰金刑となった。女性はそれでも万引きを繰り返し、2012年3月には万引きの窃盗罪で懲役1年、執行猶予4年の有罪判決を受けた。執行猶予期間中の同年11月に女性は神戸市内のスーパーで再び万引きをしたとして窃盗容疑で逮捕された。女性はその後脳の画像診断を受けた結果、前頭側頭型認知症と診断された。その診断を受けて、2014年3月の裁判の2審では懲役10ヶ月、保護観察つき執行猶予4年の判決が言い渡され、確定した[19][6][5]。

## エピソード
- 2015年5月11日、ものまねタレントの栗田貫一がTBS系のTV番組『私の何がイケないの?SP』に出演し、番組企画で脳検査を受けたところ、前頭側頭型認知症の疑いがあると診断された[20]。